# León Antonio Herr
León Antonio Herr (* 11. April 1945 in Sagua la Grande) ist ein ehemaliger kubanischer Radrennfahrer.

## Sportliche Laufbahn
1963 gewann er mit der Provinzmeisterschaft von Las Villas sein erstes Radrennen. 1964 wurde er Zweiter der Gesamtwertung der ersten Kuba-Rundfahrt hinter dem Sieger Sergio Martínez. Er wurde dabei Sieger der Bergpreiswertung. 1965 siegte er in der Kombinationswertung und wurde Dritter der Einzelwertung. 1966 wurde er Zweiter hinter Sergio Sergio Martínez, 1967 wurde er als kämpferischster Fahrer der Rundfahrt geehrt. Insgesamt gewann er zwei Etappen. Er bestritt die heimische Kuba-Rundfahrt von 1964 bis 1975 und kam in jedem Rennen unter die besten zehn Fahrer der Gesamtwertung.
1967 gewann er die nationale Meisterschaft im Straßenrennen der Männer.
In der Internationalen Friedensfahrt startete er dreimal, 1964 wurde er 63., 1965 62. des Endklassements und damit bester Kubaner, 1968 schied er aus. Herr gehörte 1964 der ersten kubanischen Auswahlmannschaft an, die mit der Friedensfahrt ein Rennen in Europa bestritt.
1966 gewann er eine Etappe der Rundfahrt durch der Provinz Las Villas. Er vertrat Kuba bei den Panamerikanischen Spielen im Straßenrennen. 1968 bestritt er die Mexiko-Rundfahrt, ebenso wie 1969, als er Dritter der Gesamtwertung wurde. Er war damit der erste Kubaner, der in einem ausländischen Etappenrennen auf das Podium fuhr.
1976 beendete er seine Laufbahn und wurde Trainer.